# Evelyn Mase
Evelyn Mase (18 tháng 5 năm 1922 - 30 tháng 4 năm 2004) là một y tá người Nam Phi, là người vợ đầu tiên của nhà hoạt động chống chủ nghĩa apartheid và chính trị gia tương lai Nelson Mandela, người mà bà kết hôn từ năm 1944 đến năm 1958. Bà là mẹ của bốn đứa con của ông, bao gồm Makgatho Mandela và Makaziwe Mandela.
Bà gặp Mandela qua người anh em họ Walter Sisulu và vợ Albertina, sau đó kết hôn với ông tại Tòa án của Ủy viên bản địa. Sống chung với nhau như một gia đình ở Soweto, họ nuôi bốn đứa con trưởng thành. Tuy nhiên, mối quan hệ của họ trở nên căng thẳng khi Nelson Mandela ngày càng tham gia sâu hơn vào Đại hội Quốc gia châu Phi. Với nỗ lực tránh xa chính trị, Mase trở thành tín đồ của giáo phái Nhân Chứng Giê-hô-va. Sau khi Nelson Mandela bị cáo buộc tội ngoại tình, họ đã ly dị vào năm 1958, và ông kết hôn với Winnie Mandela năm đó. Mang theo các con, bà chuyển đến Cofimvaba và mở một cửa hàng tạp hóa, nhưng xuất hiện trên báo chí Nam Phi khi Mandela được thả ra khỏi tù. Năm 1998, bà kết hôn với một doanh nhân Sowetan Simon Rakeepile. Đám tang của bà thu hút sự chú ý của quốc tế, có Mandela, Winnie, và người vợ thứ ba của Mandela, Graça Machel đến viếng.